# Herbert Selpin
Herbert Selpin (Berlino, 29 maggio 1902 – Berlino, 1º agosto 1942) è stato un regista e sceneggiatore tedesco.
È conosciuto principalmente per essere stato il regista del film La tragedia del Titanic (1943), film di propaganda nazista. È considerato una delle prime vittime della strumentalizzazione operata da Joseph Goebbels sul cinema tedesco durante la seconda guerra mondiale.
Conosciuto per il suo carattere collerico, il suo perfezionismo e la tendenza a sperimentare, durante la realizzazione del film Selpin mosse delle critiche alla Wehrmacht e fu denunciato dallo sceneggiatore Walter Zerlett-Olfenius. Costretto a chiarire la sua posizione a Goebbels, non riuscendo a spiegarsi prontamente e con sufficiente chiarezza, Selpin fu arrestato per ordine del ministro della Cultura e della Propaganda mentre si trovava nello studio Goebbels e incarcerato per disfattismo. La mattina dopo, venne trovato impiccato in cella a Berlino, ucciso dalla Gestapo. Goebbels farà successivamente del sarcasmo sul suo "suicidio".

## Biografia
Herbert Selpin nacque il 29 maggio 1902 a Berlino, dove frequentò la scuola di medicina. Lavorò come ballerino, pugile, bibliotecario, mercante d'arte. Venne poi impiegato nella controllata europea della Fox Film Corporation, dove ricoprì vari incarichi, tra cui, nel 1927, quello di aiuto regista di Walter Ruttmann.
Dopo diverse posizioni come editor, Selpin ottenne la sua prima opportunità come regista dirigendo il film Antoinette Chauffeur, prodotto nel 1931 da Films Excelsior. Nei successivi due anni, si pose in contrasto con la tradizionale simpatia nazista verso gli inglesi.
Nel 1933 si sposò con Annie Markart, da cui si separò quattro anni dopo, nel 1937.
Dal 1933 iniziò a realizzare film di propaganda per gli studi della UFA, che allora si trovava sotto il controllo del ministero della Cultura e della Propaganda. Dopo che alcuni film non furono inizialmente ben accolti (Schwarzhemden nel 1933, Die Reiter allarme von Deutsch-Ostafrika nel 1934 e A Pechino nel 1937), Selpin ottenne il suo primo successo nel 1941 con Carl Peters, una pellicola anti-britannica. Successivamente ottenne l'incarico di realizzare altri lavori, tra cui un importante film di propaganda tedesca, in cui il governo investì ingenti somme.
I problemi sorsero quando diresse il film La tragedia del Titanic nel 1943. Egli venne infatti imprigionato durante le riprese per delle dichiarazioni negative sulla Wehrmacht. Dal momento che la Gestapo aveva ormai assunto un interesse per il caso e che Selpin con le sue osservazioni aveva chiaramente violato la legge sul tradimento, Goebbels decise che era preferibile sacrificare il regista che aveva personalmente scelto per dirigere Titanic. Verso la mezzanotte di venerdì 31 luglio - 1º agosto 1942, due guardie entrarono nella cella di Selpin:
()
Nonostante il tentativo di Goebbels di nascondere la verità, la notizia dell'efferata morte di Selpin si diffuse rapidamente nella zona delle riprese a Berlino, il cast reagì con profonda indignazione nei confronti di Zerlett-Olfenius. Goebbels replicò pubblicando un proclama e decretando che chiunque avesse nominato lo sceneggiatore ne avrebbe risposto a lui in persona. Il film fu completato sotto la direzione di Robert Klinger, che però non fu accreditato nei titoli di coda.

## Filmografia

### Regista
- Chauffeur Antoinette (1932)
- The Love Contract (1932)
- Conduisez-moi, Madame (1932)
- Der Traum vom Rhein (1933)
- Schwarzhemden - versione tedesca (1933)
- Mädels von heute (1933)
- Zwischen zwei Herzen (1934
- Der Springer von Pontresina (1934)
- L'ultima pattuglia (Die Reiter von Deutsch-Ostafrika) (1934)
- Il marito ideale (Ein idealer Gatte) (1935)
- Der grüne Domino (1935)
- Le Domino vert (1935)
- Skandal um die Fledermaus (1936)
- Spiel an Bord (1936)
- Romanze (1936)
- Alarm in Peking (1937)
- Heiratsschwindler’’ (1938)
- Dimmi di sì! (Ich liebe Dich)
- Sergente Berry (Sergeant Berry)
- Canitoga (Wasser für Canitoga)
- Ein Mann auf Abwegen (1939)
- Capitano di ventura (Trenck, der Pandur) (1940)
- Carl Peters (1941)
- Geheimakte WB 1 (1941)
- La tragedia del Titanic (Titanic) (1942)

### Aiuto regista
- Die Abenteuer eines Zehnmarkscheines, regia di Berthold Viertel (1926)
- Fräulein Else, regia di Paul Czinner (1929)
- Donna perduta (The Way of Lost Souls), regia di Paul Czinner (1929)
- Der Läufer von Marathon, regia di E. A. Dupont (1933)
- Kleiner Mann - was nun? (1933)

### Montatore
- Opernredoute, regia di Max Neufeld (1931)
- Der Herr Finanzdirektor, regia di Fritz Friedmann-Frederich (1931)
- So lang' noch ein Walzer von Strauß erklingt, regia di Conrad Wiene (1931)
- Eine Nacht im Grandhotel, regia di Max Neufeld (1931)
- Il corridore di maratona (Der Läufer von Marathon), regia di E. A. Dupont (1933)
- Kleiner Mann - was nun?, regia di Fritz Wendhausen

### Sceneggiatore
- Kleiner Mann - was nun?, regia di Fritz Wendhausen
- Der Traum vom Rhein, regia di Herbert Selpin (1933)
- Skandal um die Fledermaus, regia di Herbert Selpin (1936)
- Spiel an Bord, regia di Herbert Selpin (1936)
- Alarm in Peking, regia di Herbert Selpin (1937)
- Dimmi di sì! (Ich liebe dich), regia di Herbert Selpin (1938)
- Carl Peters, regia di Herbert Selpin (1941)
- Geheimakte WB 1 (1941)
- La tragedia del Titanic (Titanic), regia di Herbert Selpin (1942)